# Paulowniaceae
Paulowniaceae Nakai, 1949 è una piccola famiglia di piante angiosperme, appartenente all'ordine delle Lamiales.

## Etimologia
Il nome della famiglia deriva dal suo genere tipo Paulownia Siebold & Zucc., 1835 il cui nome è stato dato in onore della principessa della Danimarca Anna Paulowna o Pavlovna (1795-1865), consorte di re Guglielmo II dei Paesi Bassi e figlia dello Zar Paolo I di Russia.
Il nome scientifico della famiglia è stato definito dal botanico giapponese Takenoshin Nakai (1882–1952) nella pubblicazione "Journal of Japanese Botany. [Shokubutsu Kenkyu Zasshi]. Tokyo -  24: 13." del 1949.

## Descrizione

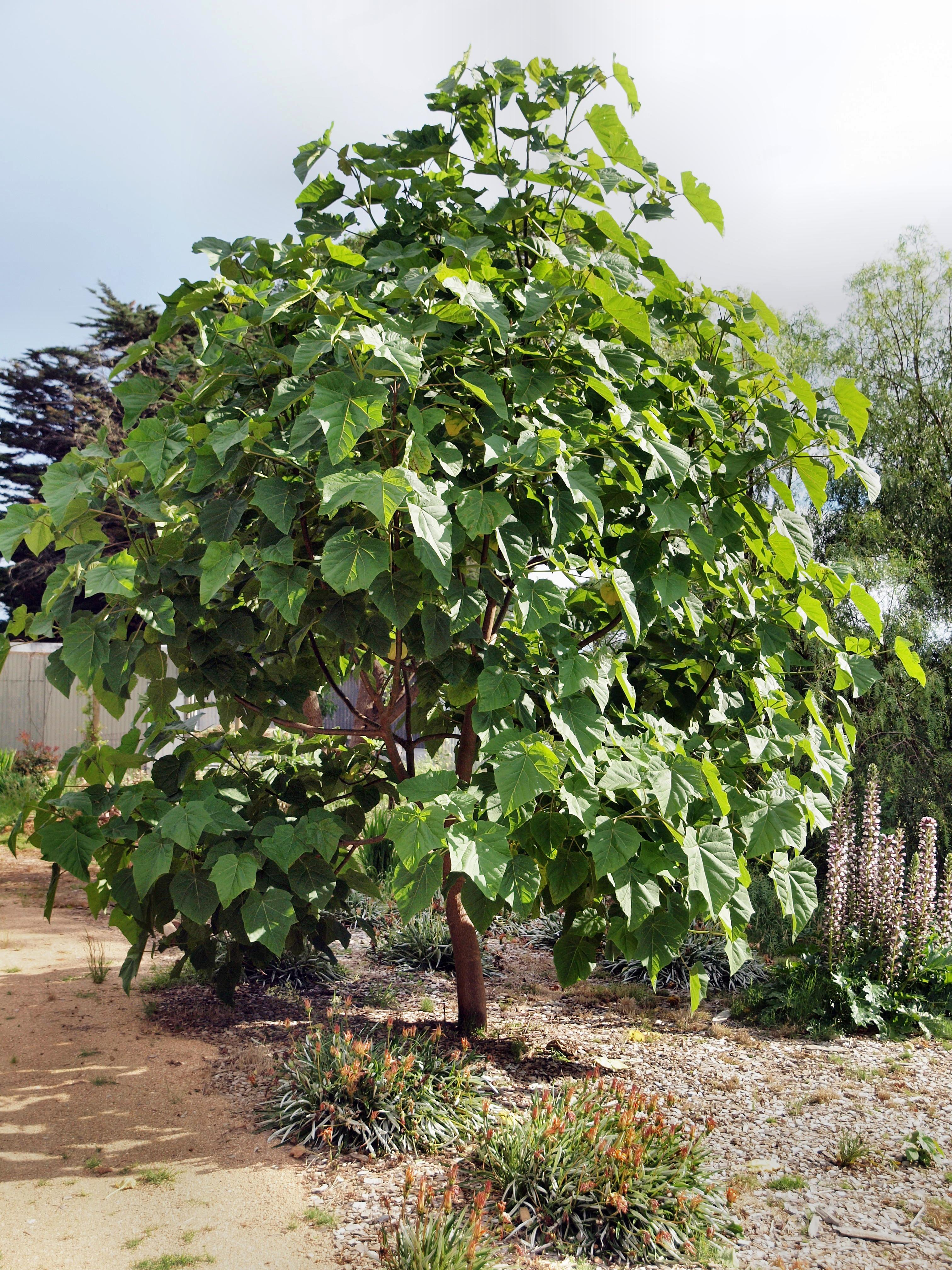
Il portamento
Paulownia kawakamii

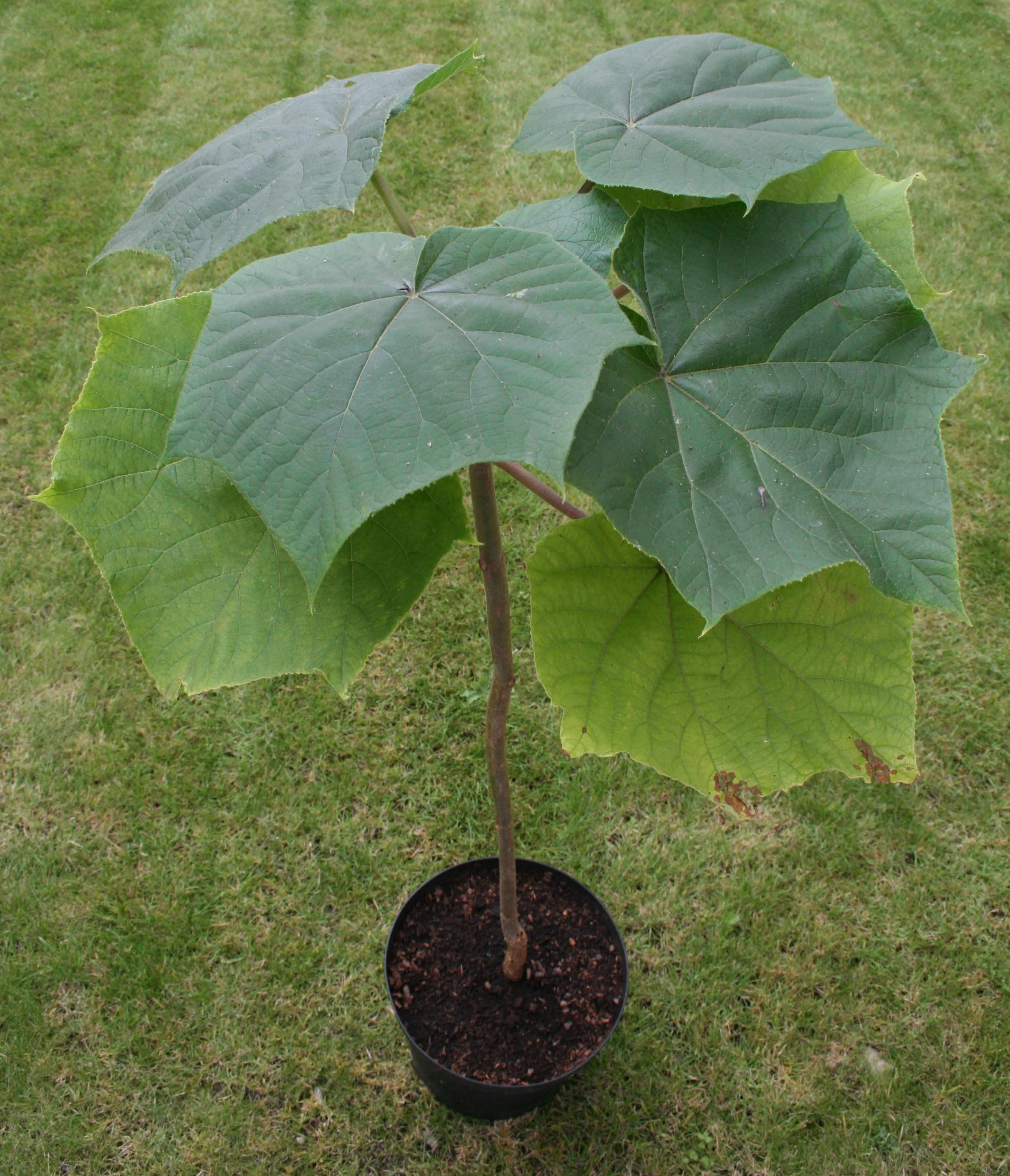
Le foglie
Paulownia elongata

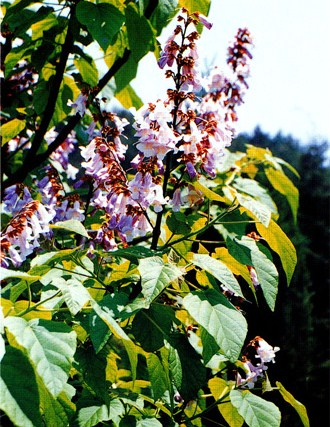
Infiorescenza
Paulownia fortunei

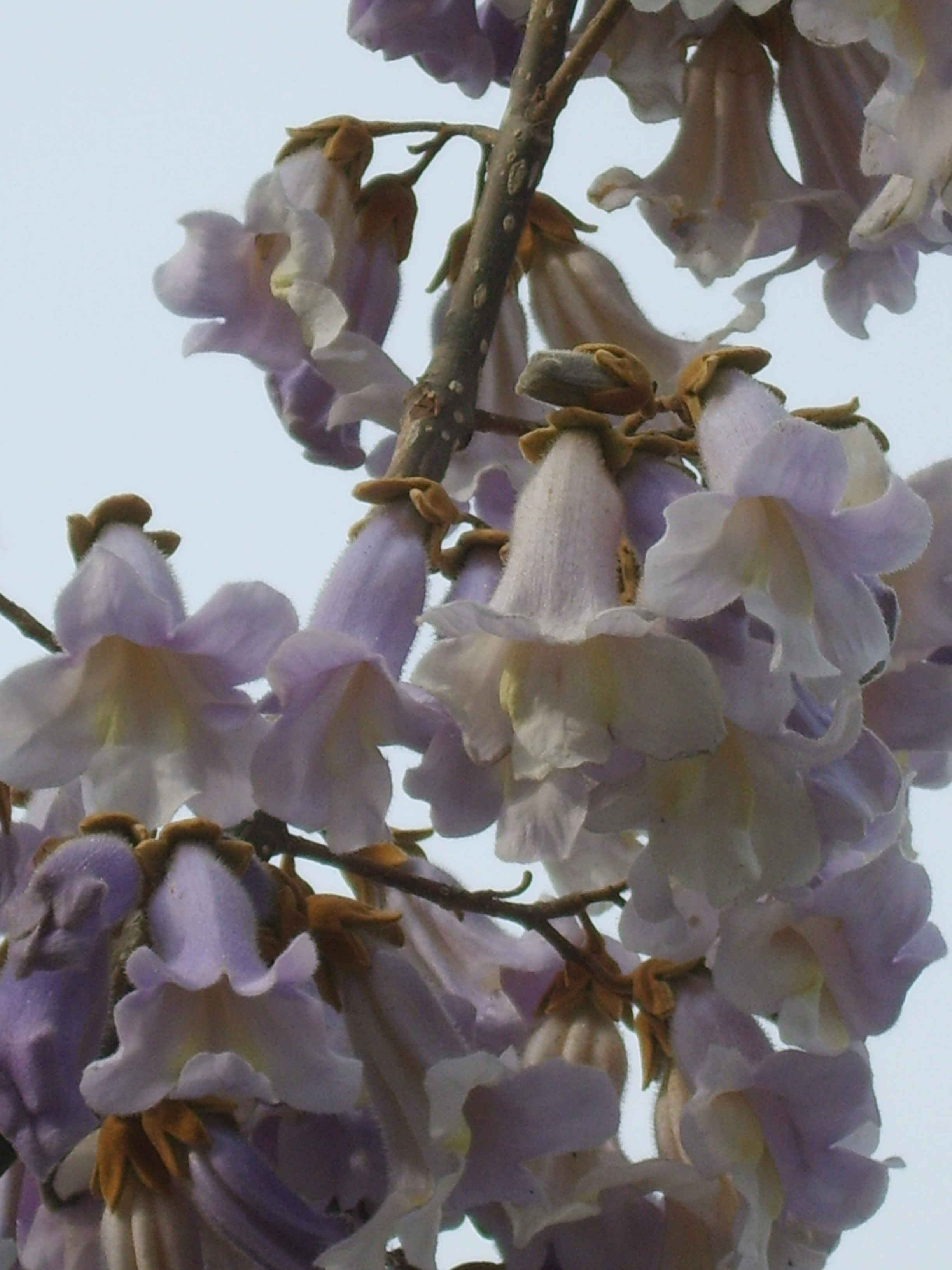
I fiori
Paulownia coreana

- Il portamento delle specie di questa famiglia è arboreo o lianoso ed emiepifitico (Wightia). Arrivano ad una altezza massima di 10-15 metri. I rami, a disposizione opposta senza gemme terminali, sono eretti con corteccia colorata di marrone-grigio e ricoperta da bianche e prominenti lenticelle oppure è liscia nei giovani alberi. La pubescenza può essere tomentosa per peli stellati. Alcuni fiori di queste piante profumano di violetta.[6][7][8][9][10][11][12][13]
- Le foglie cauline sono disposte in modo opposto o spiralato, sono decidue (semipersistenti o sempreverdi in zone tropicali) e usualmente compaiono dopo l'infiorescenza. Sono lungamente picciolate con forme da ampiamente ovoidi a orbicolari o cordate-angolose, sia intere che trilobate; gli apici sono acuminati e margini interi o grossolanamente dentati oppure ondulati. In Shiuyinghua le foglie sono fortemente anisofille (con forme ampiamente ovoidi se in posizione ascellare, ellittico-lanceolate se in posizioni non ascellari). In Paulownia la parte abassiale delle foglie è giallo-tomentosa e vellutata.
- Le infiorescenze sono usualmente di tipo tirsoide; la forma è quella di una corta (ma anche grande) pannocchia eretta cilindrico-piramidale che si forma all'estremità dei rami o lateralmente (Wightia). I fiori, fino a 8 - 9 per infiorescenza, sono distintamente pedicellati oppure sessili.
- I fiori sono ermafroditi, zigomorfi, tetrameri (4-ciclici), ossia con quattro verticilli (calice – corolla - androceo – gineceo) e pentameri (5-meri: la corolla e il calice hanno 5 parti). In genere i fiori sono precoci. Sia il perianzio che l'androceo sono ipogini.

- Formula fiorale. Per la famiglia di queste piante la formula fiorale è la seguente:

X, K (3/5), [C (2+3), A 2+2], G (2), (supero), capsula
- Calice: il calice è gamosepalo con forme campanulate terminanti in 3 - 4 - 5 profondi lobi ottusi ed embricati. A volte il lobo superiore è ingrandito a forma di cappuccio, mentre gli altri sono indistinti (Wightia). La superficie è pelosa.

- Corolla: la corolla, gamopetala, grande o piccola, è formata da un tubo rigonfio (da campanulato-imbutiforme a tubolare) a volte incurvato fin dalla base, allungato (o breve in Wightia) e terminante con due labbra obliquamente sporgenti (o con 5 lobi irregolari). Il labbro superiore ha 2 lobi, quello inferiore è allungato ed ha 3 lobi. La superficie può essere densamente tomentosa per peli stellati. Il colore della corolla varia da blu a violetto oppure purpureo chiaro con lineature gialle e puntuazioni brune all'interno; in altre specie varia da rosa a arancio.

- Androceo: l'androceo possiede 4 stami didinami con filamenti (talvolta pelosi) inclusi o sporgenti dalla corolla e adnati alla base del tubo della corolla. Alla base i filamenti possono essere contorti. Le antere, basifisse con forme oblungo-sagittate e glabre, hanno le teche separate oppure confluenti. Non sono presenti staminoidi.

- Gineceo: l'ovario, formato da due carpelli, è supero e biloculare con placentazione assile. La forma dell'ovario varia da ovoide a globosa. Gli ovuli sono anatropi e tenuinucellati (con la nocella, stadio primordiale dell'ovulo, ridotta a poche cellule). Lo stilo è unico lungo quasi quanto gli stami, inserito all'apice dell'ovario, ha uno stigma poco appariscente capitato, clavato o bilobo.

- Il frutto è una capsula con forme da globose a ovoidi a deiscenza loculicida per 2 valve (Paulownia) o loculicida e setticida contemporaneamente. Il pericarpo (parte esterna) è sottile o spesso e legnoso; l'endosperma (parte più interna) è liscio formato da uno a molti strati. I semi sono numerosi (massimo 2000) con delle teste alate ma dotati di scarsa capacità di germinazione in natura (per questo motivo è molto difficile la replicazione via seme).

## Riproduzione
- Impollinazione: l'impollinazione avviene tramite insetti (impollinazione entomogama) ma anche tramite uccelli (impollinazione ornitogama).[10]
- Riproduzione: la fecondazione avviene fondamentalmente tramite l'impollinazione dei fiori (vedi sopra).
- Dispersione: i semi cadendo a terra (dopo essere stati trasportati per alcuni metri dal vento – disseminazione anemocora) sono successivamente dispersi soprattutto da insetti tipo formiche (disseminazione mirmecoria).
- Micropropagazione: tecnica utilizzata dai migliori laboratori per la riproduzione di piante, portainnesti, orticole, piante aromatiche ecc. consente di avere materiale controllato dal punto di vista della salute rendendo le piante future più sicure e in salute. Con questa tecnica è possibile effettuare l'ibridazione della Paulownia rendendola con i semi sterili o a basso tasso di germinazione in natura.

## Distribuzione e habitat
La maggior distribuzione delle specie di questa famiglia si trovano in Asia, dalle zone orientali a quelle sud-orientali. Prediligono un clima da temperato a temperato-caldo. La specie Paulownia tomentosa cresce disseminata nelle foreste dell'isola giapponese di Niphon. Alcune specie sono state introdotte in Europa. In Italia la Paulownia tomentosa è l'unica specie di questa famiglia presente e spesso si trova spontaneizzata sui muri, tra le rocce e pendii sassosi.
Reperti fossili del Miocene e del Pliocene sono stati ritrovati anche in Europa compresa l'Italia.

## Tassonomia
Tradizionalmente i generi di questa famiglia in passato erano descritti all'interno delle Scrophulariaceae. Da altri Autori sono stati posti all'interno delle Bignoniaceae pur considerando alcune caratteristiche intermedie tra questa famiglia e le Scrophulariaceae. In effetti a questi generi mancano le sinapomorfie distintive delle Bignoniaceae. Attualmente questo gruppo (le Paulowniaceae) è riconosciuto come una famiglia separata in base ai nuovi sistemi di analisi di classificazione filogenetica del "Angiosperm Phylogeny Group".
Alcuni Autori suddividono la famiglia in due tribù: la tribù Paulownieae Pennell, 1920 con i generi Paulownia e Shiuyinghua caratterizzati dal portamento unicamente arboreo e la tribù Wightieae con il solo genere Wightia con portamento lianoso di tipo emiepifitico.

### Filogenesi
Le analisi basate sulle sequenze nucleotidiche del DNA indicano che il genere Paulownia è più strettamente correlato alle Orobanchaceae e Lamiaceae che alle Scrophulariaceae. In particolare la famiglia Paulowniaceae è "gruppo fratello" della famiglia Orobanchaceae e insieme rappresentano il "nucleo" dell'ordine Lamiales. Documentazioni fossili forniscono prove che alberi di Paulownia erano presenti in Europa e nel Nord America durante il Cenozoico.

### Generi
La famiglia è composta da 3 generi e da 10 specie:
- Paulownia Siebold & Zucc., 1835 (7 specie)
- Shiuyinghua Pactl, 1962 (1 sp.)
- Wightia Wall., 1830 (2 spp.)

Nota: il genere Brandisia  J. D. Hooker & Thomson, a volte inserito nella famiglia Paulowniaceae, attualmente è descritto (anche se come incertae sedis) nella famiglia Orobanchaceae. Il genere Wightia spesso è stato descritto alternativamente nella famiglia Phrymaceae o Scrophulariaceae, tuttavia recenti analisi di tipo cladistico sul DNA ribosomiale del cloroplasto delle specie di questo genere ha dimostrato che è "gruppo fratello" del genere Paulownia (mentre contemporaneamente Brandisia ha dimostrato di non avere uno stretto rapporto con Wightia).

## Usi
Spesso le specie di questa famiglia sono coltivate come piante ornamentali nei giardini e nei parchi della maggior parte del mondo; si trovano ad adornare i principali monumenti e parchi delle capitali Europee.
Nel 1700 fu riportata in Europa e quindi anche in Italia dove al Nord è divenuta quasi spontanea. 
Un albero di Paulownia è l'emblema stilizzato utilizzato dal Primo ministro del Giappone e dal suo Gabinetto.

Una pianta di Paulownia, simbolo del Gabinetto del Primo ministro del Giappone

Inoltre questi sono alberi a crescita rapida per cui facilmente vengono utilizzati nell'industria forestale per la produzione di legno pregiato, come materiale da costruzione per mobili, oltre che come elevato assorbitore di Anidride Carbonica, risultando una pianta molto coinvolta nella regolazione del clima.
Con le sue proprietà è utilizzata per riportare terreni quasi sterili, a causa di prassi agricole scorrette ed eccessivo uso di fitofarmaci, ad una progressiva nuova fertilità grazie alle foglie che arricchiscono il terreno con i loro micro e macro elementi.
Le radici della Paulownia sono note per l'elevata capacità di fitodepurare i suoli contaminati.
Le foglie possono essere impiegate, mediante specifiche procedure e tecniche di coltivazione, come integratore alla dieta animale evidenziando una notevole crescita della massa animale (la % di proteine è doppia rispetto al classico insilato di mais).